# Adelzhausen
Adelzhausen is een plaats en gemeente in de Duitse deelstaat Beieren, en maakt deel uit van de Landkreis Aichach-Friedberg.
Adelzhausen telt 1.771 inwoners.
De gemeente beslaat een oppervlakte van 16,97 km².
De bevolkingsdichtheid van de gemeente is ongeveer 93 inwoners per
km².
Adelzhausen ·
Affing ·
Aichach ·
Aindling ·
Baar ·
Dasing ·
Eurasburg ·
Friedberg ·
Hollenbach ·
Inchenhofen ·
Kissing ·
Kühbach ·
Merching ·
Mering ·
Obergriesbach ·
Petersdorf ·
Pöttmes ·
Rehling ·
Ried ·
Schiltberg ·
Schmiechen ·
Sielenbach ·
Steindorf ·
Todtenweis